# Saison 1976-1977 du Stade quimpérois
Maillots
Chronologie
Saison précédente Saison suivante
La saison 1976-1977 du Stade Quimpérois débute le 21 août 1976 avec la première journée du Championnat de France de Division 2 (Groupe B), pour se terminer le 28 mai 1977 avec la dernière journée de cette compétition.
Le Stade Quimpérois est également engagé en Coupe de France où il atteint les 32e de finale, éliminé par le Stade brestois, deux buts à un.

## Résumé de la saison

### Une excellente saison pour un promu

#### En Division 2
De retour en Division 2 après un passage d'une saison en Division 3. Le club a pour objectif de se maintenir après deux échecs en 1972 et 1975,. Le Stade quimpérois dispute sa quatrième saison à ce niveau, la seconde depuis le passage à 2 groupes. La saison débute bien pour le Stade Q puisque l'équipe sud-finistérienne remporte son premier match face à Lucé. Après cela, le club stagne à la 6e place mais le club enchaîne de mauvais résultats, perdant 4 matchs sur 6. Ces mauvais résultats classent le club à la 15e place soit à une place de la zone de relégation. Alors au plus bas, le SQ enchaîne 5 victoires en 6 matchs, remontant en 3 journées de la 15e à la 5e place. Ce début de saison est marqué par de fortes affluences, si ce n'est lors de la rencontre face à Saint-Dié, le Stade de Penvillers accueille au minimum 4 000 spectateurs à chaque match avec un pic à 7541 spectateurs lors de la rencontre face à Besançon. Après cette série positive, les quimpérois stagnent entre la 5e et la 7e place, enchaînant bons résultats à domicile (victoires 6-1 face à Hazebrouck et 5-0 face à Dunkerque) et déconvenues à l'extérieur (défaites 4-0 à Caen et 4-1 à Strasbourg). Lors de l'avant-dernière journée, à la suite d'une nouvelle victoire à domicile face à Épinal, le club grimpe à la quatrième place. Malgré cette place, le club ne peut pas être promu puisque 6 points séparent le SQ au FC Rouen, second et barragiste. Lors de la dernière journée, le Stade Q s'incline face à l'Amicale de Lucé qui récupère la quatrième place aux quimpérois, le SQ dégringole à la 5e place. Finalement, le club termine 5e avec 36 points, remportant 15 matchs, faisant 6 matchs nuls et perdant à 13 reprises, terminant à 8 points de la place de barragiste. L'équipe marqua à 48 reprises, la 4e meilleure attaque du groupe, derrière les trois équipes du top 3. Le milieu de terrain Jacques Castellan termine meilleur buteur de l'équipe avec ses 21 buts marqués. La défense quimpéroise encaissa 44 buts, un nombre plutôt similaire aux autres équipes du niveau des quimpérois. Cette saison est marquée par la forte présence du public quimpérois à chaque match, en moyenne 3 984 spectateurs assistent à chaque rencontre du SQ, un record non battu. Le record de la saison a eu lieu lors du derby Stade quimpérois - Stade brestois qui s'est disputé devant 8 571 spectateurs.

#### En Coupe de France
En Coupe de France, les quimpérois débutent leur parcours à Pont-l'Abbé, affrontant l'US Pont-l'Abbé, club de niveau régional jouant en Division d'Honneur, pour le compte du 6e tour. Au Stade municipal de Pont-l'Abbé, les quimpérois surclassent les pont-l'abbistes et s'imposent cinq buts à zéro,. Au tour suivant, les quimpérois battent l'US Concarneau, quatre buts à un, devant 5 017 spectateurs à Penvillers. Pour les 32e de finale, le Stade Q affronte le Stade brestois, jouant dans le même groupe que les quimpérois. Au Stade du Moustoir de Lorient rempli par 6 301 spectateurs, les quimpérois ouvrent le score par l'intermédiaire de Jacques Castellan après une première mi-temps sans buts, mais dans les dix dernières minutes, les brestois marquent à deux reprises,. Finalement le Stade Q est éliminé par les brestois sur le score de deux buts à un. Quant au Stade brestois, le club nord-finistérien est éliminé de la Coupe de France au tour suivant, par l'Angers SCO sur le score de cinq buts à quatre.

## L'effectif de la saison
Ce tableau récapitule l'effectif du Stade quimpérois, lors de cette saison,.
| Poste | Nat. | Nom                  | Naissance         | Sélection | Championnat | Championnat | Coupe France | Coupe France | Total Saison | Total Saison |
| Poste | Nat. | Nom                  | Naissance         | Sélection | M           | But inscrit | M            | But inscrit  | M            | But inscrit  |
| ----- | ---- | -------------------- | ----------------- | --------- | ----------- | ----------- | ------------ | ------------ | ------------ | ------------ |
| G     | FRA  | Jean-Noël Dusé       | 15 décembre 1948  | -         | 34          | 0           | 1            | 0            | 35           | 0            |
| G     | FRA  | Jean-Marie Lachivert | 25 août 1958      | -         | 0           | 0           | 0            | 0            | 0            | 0            |
| D     | FRA  | Gérard Thomas        | 10 mai 1949       | -         | 27          | 2           | 0            | 0            | 27           | 2            |
| D     | FRA  | Jacques Le Bourgocq  | 23 septembre 1949 | -         | 29          | 1           | 1            | 0            | 30           | 1            |
| D     | FRA  | Christian Lohéac     | 4 mars 1946       | -         | 34          | 0           | 1            | 0            | 35           | 0            |
| D     | FRA  | Jacques Jousseaume   | 31 janvier 1955   | -         | 5           | 1           | 0            | 0            | 5            | 1            |
| D     | FRA  | Roger Le Corre       | 18 janvier 1953   | -         | 4           | 0           | 0            | 0            | 4            | 0            |
| D     | CMR  | Michel Kaham         | 1er juin 1952     | Cameroun  | 14          | 1           | 1            | 0            | 15           | 1            |
| M     | FRA  | Robert Dewilder      | 6 mars 1943       | -         | 34          | 2           | 1            | 0            | 35           | 2            |
| M     | FRA  | Pierre Bianic        | 31 janvier 1955   | -         | 8           | 1           | 0            | 0            | 8            | 1            |
| M     | FRA  | Jean-Paul Thomas     | 31 août 1953      | -         | 0           | 0           | 0            | 0            | 0            | 0            |
| M     | FRA  | Maurice Dorval       | 18 octobre 1950   | -         | 32          | 1           | 1            | 0            | 33           | 1            |
| M     | FRA  | Jacques Castellan    | 17 octobre 1945   | -         | 34          | 21          | 1            | 1            | 35           | 22           |
| M     | FRA  | Daniel Hédé          | 21 août 1946      | -         | 26          | 1           | 1            | 0            | 27           | 1            |
| M     | FRA  | Jean-François Bideau | 22 février 1957   | -         | 0           | 0           | 0            | 0            | 0            | 0            |
| M     | FRA  | Jean-Yves Morvan     | 15 juillet 1946   | -         | 22          | 0           | 1            | 0            | 23           | 0            |
| M     | FRA  | Thierry Reiller      | 5 mai 1960        | -         | 0           | 0           | 0            | 0            | 0            | 0            |
| A     | FRA  | Jean Cariou          | 11 mars 1949      | -         | 11          | 1           | 0            | 0            | 11           | 1            |
| A     | FRA  | Bernard Huitric      | 22 août 1950      | -         | 1           | 1           | 0            | 0            | 1            | 1            |
| A     | YOU  | Bozidar Jankovic     | 2 décembre 1946   | -         | 28          | 7           | 1            | 0            | 29           | 7            |
| A     | ARG  | José Balducci        | 24 décembre 1945  | -         | 32          | 8           | 1            | 0            | 33           | 8            |

## Les rencontres de la saison

### Liste
Liste des matchs du Stade quimpérois, cette saison,,.
| Match | Date         | Compétition     | Tour          | Adversaire     | Lieu ¹ | Score | Affluence |
| ----- | ------------ | --------------- | ------------- | -------------- | ------ | ----- | --------- |
| 1     | 21 août      | Division 2      | 1             | Lucé           | D      | 1-0   | 4 192     |
| 2     | 28 août      | Division 2      | 2             | Nœux-les-Mines | E      | 0-0   | 2 545     |
| 3     | 4 septembre  | Division 2      | 3             | Chaumont       | D      | 0-1   | 3 933     |
| 4     | 11 septembre | Division 2      | 4             | Amiens         | E      | 2-1   | 3 117     |
| 5     | 18 septembre | Division 2      | 5             | Caen           | D      | 2-3   | 4 098     |
| 6     | 25 septembre | Division 2      | 6             | Tours          | E      | 0-2   | 3 226     |
| 7     | 2 octobre    | Division 2      | 7             | Rouen          | D      | 1-1   | 3 900     |
| 8     | 9 octobre    | Division 2      | 8             | Brest          | E      | 0-2   | 10 851    |
| 9     | 16 octobre   | Division 2      | 9             | Saint-Dié      | D      | 4-1   | 2 204     |
| 10    | 23 octobre   | Division 2      | 10            | Châteauroux    | E      | 1-3   | 3 494     |
| 11    | 30 octobre   | Division 2      | 11            | Strasbourg     | D      | 2-1   | 5 310     |
| 12    | 6 novembre   | Division 2      | 12            | Lorient        | E      | 2-0   | 7 195     |
| 13    | 13 novembre  | Division 2      | 13            | Dunkerque      | D      | 5-0   | 4 520     |
| 14    | 20 novembre  | Division 2      | 14            | Hazebrouck     | E      | 0-0   | 1 240     |
| 15    | 27 novembre  | Division 2      | 15            | Besançon       | D      | 1-0   | 7 541     |
| 16    | 4 décembre   | Division 2      | 16            | Boulogne       | E      | 1-0   | 2 021     |
| 17    | 11 décembre  | Division 2      | 17            | Épinal         | E      | 1-3   | 1 453     |
| 18    | 19 décembre  | Coupe de France | 6e tour       | Pont-l'Abbé    | E      | 5-0   | -         |
| 19    | 8 janvier    | Division 2      | 18            | Nœux-les-Mines | D      | 2-0   | 3 255     |
| 20    | 16 janvier   | Coupe de France | 7e tour       | Concarneau     | D      | 4-1   | 5 017     |
| 21    | 22 janvier   | Division 2      | 19            | Chaumont       | E      | 1-3   | 964       |
| 22    | 29 janvier   | Division 2      | 20            | Amiens         | D      | 1-1   | 3 657     |
| 23    | 12 février   | Coupe de France | 32e de finale | Brest          | N      | 1-2   | 6 301     |
| 24    | 19 février   | Division 2      | 22            | Tours          | D      | 1-1   | 2 633     |
| 25    | 26 février   | Division 2      | 23            | Rouen          | E      | 0-2   | 6 051     |
| 26    | 5 mars       | Division 2      | 24            | Brest          | D      | 2-0   | 8 571     |
| 27    | 26 mars      | Division 2      | 25            | Saint-Dié      | E      | 1-0   | 2 100     |
| 28    | 2 avril      | Division 2      | 26            | Châteauroux    | D      | 1-1   | 1 965     |
| 29    | 5 avril      | Division 2      | 21            | Caen           | E      | 0-4   | 2 134     |
| 30    | 16 avril     | Division 2      | 28            | Lorient        | D      | 2-1   | 5 182     |
| 31    | 23 avril     | Division 2      | 29            | Dunkerque      | E      | 0-2   | 1 269     |
| 32    | 26 avril     | Division 2      | 27            | Strasbourg     | E      | 1-4   | 4 000     |
| 33    | 30 avril     | Division 2      | 30            | Hazebrouck     | D      | 6-1   | 2 153     |
| 34    | 7 mai        | Division 2      | 31            | Besançon       | E      | 1-2   | 1 107     |
| 35    | 14 mai       | Division 2      | 32            | Boulogne       | D      | 1-0   | 2 178     |
| 36    | 21 mai       | Division 2      | 33            | Épinal         | D      | 3-1   | 2 432     |
| 37    | 28 mai       | Division 2      | 34            | Lucé           | E      | 2-3   | 2 518     |

- 1 N : terrain neutre ; D : à domicile ; E : à l'extérieur ; drapeau : pays du lieu du match international ; () tirs au but

### Affluence
L'affluence à domicile du Stade Quimpérois atteint un total, :
- de 67 724 spectateurs en 17 rencontres de Division 2, soit une moyenne de 3 984/match.
- de 5 017 spectateurs en une rencontre de Coupe de France, soit une moyenne de 5 017/match.
- de 72 741 spectateurs en 18 rencontres au total, soit une moyenne de 4 042/match.

Affluence du Stade Quimpérois à domicile

## Bilan des compétitions
| Compétition     | Vainqueur final  | Débute au tour | Place ou tour final | Première rencontre | Dernière rencontre | Nombre |
| --------------- | ---------------- | -------------- | ------------------- | ------------------ | ------------------ | ------ |
| Division 2      | RC Strasbourg    | 1re journée    | 5e du Groupe B      | 21 août 1976       | 28 mai 1977        | 34     |
| Coupe de France | AS Saint-Étienne | 6e tour        | 32e de finale       | 19 décembre 1976   | 12 février 1977    | 3      |

### Division 2 - Groupe B

#### Classement
| Rang | Équipe      | Pts | J  | G  | N  | P  | Bp | Bc | Diff |
| ---- | ----------- | --- | -- | -- | -- | -- | -- | -- | ---- |
| 2    | Rouen       | 44  | 34 | 17 | 10 | 7  | 62 | 39 | +23  |
| 3    | Tours       | 39  | 34 | 14 | 11 | 9  | 58 | 44 | +14  |
| 4    | Lucé        | 37  | 34 | 14 | 9  | 11 | 47 | 43 | +4   |
| 5    | Quimper     | 36  | 34 | 15 | 6  | 13 | 48 | 44 | +4   |
| 6    | Besançon    | 36  | 34 | 14 | 8  | 12 | 45 | 43 | +2   |
| 7    | Épinal      | 35  | 34 | 13 | 9  | 11 | 44 | 50 | -6   |
| 8    | Châteauroux | 34  | 34 | 13 | 8  | 12 | 41 | 42 | -1   |

#### Résultats
| Total  | Total  | Total | Total | Total | Total | Total | Total | Domicile | Domicile | Domicile | Domicile | Domicile | Domicile | Extérieur | Extérieur | Extérieur | Extérieur | Extérieur | Extérieur |
| Matchs | Points | V     | N     | D     | BP    | BC    | Diff. | V        | N        | D        | BP       | BC       | Diff.    | V         | N         | D         | BP        | BC        | Diff.     |
| ------ | ------ | ----- | ----- | ----- | ----- | ----- | ----- | -------- | -------- | -------- | -------- | -------- | -------- | --------- | --------- | --------- | --------- | --------- | --------- |
| 34     | 36     | 15    | 6     | 13    | 48    | 44    | +4    | 11       | 4        | 2        | 35       | 13       | +22      | 4         | 2         | 11        | 13        | 31        | -18       |

#### Résultats par journée
| Journée   | 01 | 02 | 03 | 04 | 05 | 06 | 07 | 08 | 09 | 10 | 11 | 12 | 13 | 14 | 15 | 16 | 17 | 18 | 19 | 20 | 21 | 22 | 23 | 24 | 25 | 26 | 27 | 28 | 29 | 30 | 31 | 32 | 33 | 34 |
| --------- | -- | -- | -- | -- | -- | -- | -- | -- | -- | -- | -- | -- | -- | -- | -- | -- | -- | -- | -- | -- | -- | -- | -- | -- | -- | -- | -- | -- | -- | -- | -- | -- | -- | -- |
| Terrain   | D  | E  | D  | E  | D  | E  | D  | E  | D  | E  | D  | E  | D  | E  | D  | E  | E  | D  | E  | D  | E  | D  | E  | D  | E  | D  | E  | D  | E  | D  | E  | D  | D  | E  |
| Résultats | V  | N  | D  | V  | D  | D  | N  | D  | V  | D  | V  | V  | V  | N  | V  | V  | D  | V  | D  | N  | D  | N  | D  | V  | V  | N  | D  | V  | D  | V  | D  | V  | V  | D  |
| Points    | 2  | 3  | 3  | 5  | 5  | 5  | 6  | 6  | 8  | 8  | 10 | 12 | 14 | 15 | 17 | 19 | 19 | 21 | 21 | 22 | 22 | 23 | 23 | 25 | 27 | 28 | 28 | 30 | 30 | 32 | 32 | 34 | 36 | 36 |
| Place     | 3  | 6  | 6  | 6  | 9  | 12 | 13 | 15 | 12 | 15 | 12 | 9  | 5  | 5  | 5  | 5  | 6  | 6  | 6  | 6  | 7  | 7  | 7  | 7  | 7  | 7  | 7  | 7  | 7  | 6  | 7  | 5  | 4  | 5  |

Source : Liste des rencontres

Terrain : D = Domicile ; E = Extérieur. Résultat: D = Défaite ; N = Nul ; V = Victoire.

### Autres références
1. ↑  « Classement Division 3 1975-1976 » (consulté le 4 août 2022)
2. ↑  « Classement Division 2 1971-1972 » (consulté le 4 août 2022)
3. ↑  « Classement Division 2 1974-1975 » (consulté le 4 août 2022)
4. ↑  « Stade quimpérois 1-0 Amicale de Lucé » (consulté le 4 août 2022)
5. ↑  « Classement de Division 2 à la 10e journée » (consulté le 4 août 2022)
6. ↑  « Classement de Division 2 à la 13e journée » (consulté le 4 août 2022)
7. 1 2  « Quimper saison 1976/1977 » (consulté le 4 août 2022)
8. ↑  « Classement de Division 2 à la 33e journée » (consulté le 4 août 2022)
9. ↑  « Classement Division 2 1976-1977 » (consulté le 4 août 2022)
10. ↑  « Jacques Castellan - Stats et palmarès » (consulté le 4 août 2022)
11. ↑  « Les résultats - 6e tour » (consulté le 4 août 2022)
12. ↑  « US Pont-l'Abbé 0-5 Stade quimpérois » (consulté le 4 août 2022)
13. ↑  « Les résultats - 7e tour » (consulté le 4 août 2022)
14. ↑  « Les résultats - 32e de finale » (consulté le 4 août 2022)
15. ↑  « Stade brestois 2-1 Stade quimpérois » (consulté le 4 août 2022)
16. ↑  « Coupe de France de football 1976-1977 » (consulté le 4 août 2022)
17. 1 2  « Stade quimpérois 1976-1977 » (consulté le 4 août 2022)
18. ↑  « US Nœux-les-Mines et Stade quimpérois - Informations et effectifs 1976-1977 » (consulté le 4 août 2022)
19. ↑  « Stade quimpérois saison 1976-1977 » (consulté le 3 août 2022)
20. ↑  « Football - Quimper Cornouaille FC » (consulté le 3 août 2022)
21. ↑  « Quimper saison 1976 / 1977 » (consulté le 3 août 2022)
22. ↑  « Résultats - 7e tour » (consulté le 3 août 2022)